# Daniel Popescu (fotbalist)
Daniel Popescu (n. 20 februarie 1988, Tulcea, Tulcea, România) este un fotbalist român care joaca la CSM Slatina pe postul de fundaș stânga.

## Titluri

### Club
Steaua București
- Cupa Ligii: 2015-16

## Legături externe
- Profil Arhivat în 21 noiembrie 2016, la Wayback Machine. la Liga1.ro
- Profilul lui Daniel Popescu pe Soccerway